# Bir Dheb
Bir Dheb (în arabă بٔير الذھب) este o comună din provincia Tébessa, Algeria.
Populația comunei este de 7.181 de locuitori (2008).